# The Pleasure Principle – Geometrie des Todes
The Pleasure Principle – Geometrie des Todes ist eine zehnteilige polnisch-tschechisch-ukrainische Thriller-Fernsehserie des polnischen Regisseurs Dariusz Jabłoński aus dem Jahr 2019. Sie handelt von der Arbeit dreier Ermittlerteams aus Warschau, Prag und Odessa bei der Aufklärung von miteinander verbundenen ritualisierten Morden an drei jungen Frauen aus den drei Ländern.

## Handlung
In Odessa wird die Leiche einer ermordeten jungen Frau in einem Boot angetrieben. Ihr wurde die Kehle durchgeschnitten und post mortem der rechte Arm abgetrennt. In Warschau und Prag werden die abgetrennten rechten Arme zweier junger Frauen gefunden. Wenig später wird in Warschau auch der verstümmelte Körper einer der Ermordeten gefunden, die Leiche in Prag taucht erst später auf, ebenso der Arm der Leiche in Odessa.
Die örtlichen Ermittlerteams wissen anfangs noch nichts von den jeweils anderen ermordeten Frauen. Die Zusammenhänge entdecken sie erst, als sie die Toten identifizieren. Die polnische Hauptkommissarin Maria Sokołowska, der tschechische Polizeimajor Viktor Seifert und der ukrainische Kommissar Serhij Franko nehmen mit ihren Teams gemeinsam die Ermittlung auf und besuchen sich in diesem Rahmen auch auf Dienstreisen.
Schnell entdecken die drei Ermittler ein sich über Polen, Tschechien und die Ukraine spannendes Netz von korrupten Politikern und Staatsanwälten, zwielichtigen Anwälten und Geschäftsleuten sowie Waffenschiebern. Also vermuten Maria, Viktor und Serhij in den Morden zuerst eine Botschaft von organisierten Kriminellen als Drohung. In Verdacht gerät auch der polnische Versicherungskaufmann Witold Bronisz, ein von gewalttätigem Sex besessener Mann, in dessen gestohlenem Wagen der Arm der ersten Leiche gefunden wurde. Zwei seiner früheren Geliebten sind ebenfalls spurlos verschwunden.
Alle drei ermordeten Frauen waren erfolglose Fotomodels und Schauspielerinnen, die von einer großen Karriere träumten. In diesem Umfeld treffen Maria und Viktor in einer Prager Modelagentur auf den österreichischen Fotografen Anton Fried, der auch von Maria bei einem privaten Treffen Fotos anfertigt. Die Ermittlungen ergeben bei der Auswertung von Mobilfunkverbindungen weiter, dass sich einige der Models eine Zeitlang in einer Villa aufhielten, die einem Prager Geschäftsmann gehört. Dieser wird bei einem Treffen in einer alten Fabrik von Killern erschossen, die Spur weist zu ukrainischen Waffenschiebern.
Die Villa diente einer Reihe von wohlhabenden und hochrangigen Männern als ein gelegentliches Edelbordell, wo sie sich mit den Models trafen. Eine der Frauen, Lida Beyerova, ist verschwunden, aber ihr kann der Arm der noch nicht aufgetauchten Prager Leiche gentechnisch nicht zugeordnet werden. Die Spur führt nach Warschau zu Zygmunt „Gianni“ Bednarek, dem Produzenten billiger Splatterfilme. Maria und ihr Team dringen in eine Wohnung ein, in der sie Lidas Telefon geortet haben, befreien Lida und nehmen „Gianni“ wegen Freiheitsberaubung und Mordverdachts fest.
Der Kriminalanwärter Marek, ein Ermittler aus Marias Team, findet unterdessen in einem Wald neben einer Bronisz gehörenden Hütte eine vergrabene Leiche. Der flüchtige Bronisz wird festgenommen und gesteht die beiden Morde an seinen früheren Geliebten, will aber nichts mit den drei anderen Frauenmorden zu tun haben. Marek selbst wird aufgrund seiner Maria bekannten Drogensucht verhaftet, Maria wird deswegen vom Dienst suspendiert. Dies war ein Racheakt des polnischen Geheimdienstes, den „Gianni“ als V-Mann über die ukrainischen Waffenschieber informierte.
Maria erhält von Viktor einen Vertrag als Beraterin und kann so weiter ermitteln. Inzwischen hat Serhij von seinem Vater einen Brief überreicht bekommen, den dieser von einem im deutschen Prenzlau lebenden ukrainischen Arzt und ehemaligen Militärkameraden erhalten hat. Serhijs Vater war selbst Polizist, dessen Frau einem Serienmörder zum Opfer fiel, während er gegen diesen ermittelte. Der Brief berichtet von einem ähnlichen Mordfall wie den Morden an den drei Models, nur dass hier der ehemalige Erzieher eines Waisenhauses getötet und verstümmelt wurde. Serhij fährt nach Prenzlau, um dort Informationen zu erhalten, wird aber von der dortigen Polizei festgenommen, deren Dienststellenleiter sich auffällig verhält.
Da Maria und Viktor von der Festnahme Serhijs erfuhren, treffen sie ebenfalls in Prenzlau ein und finden das ehemalige Waisenhaus, das mittlerweile ein Seniorenheim ist. Durch die Erzählung einer Bewohnerin stoßen sie auf einen Mann namens Peter Schmidt, der von dem ermordeten Erzieher sexuell misshandelt wurde. Schmidt floh kurz vor dem Mauerfall nach Österreich und änderte seinen Namen in Anton Fried. Fried alias Schmidt hatte sich, während er in der Uckermark eine Fotoserie erstellte, an seinem Quäler gerächt.
Maria, Viktor und Serhij fahren zurück nach Prag und spekulieren während der Fahrt über die Motive Frieds, die drei Models ritualisiert zu töten. Viktor setzt Maria am Hotel ab und fährt mit Serhij zu sich nach Hause. Unterwegs fällt ihm ein, dass Fried das Hotel Marias kennt und dreht um. Beide kommen gerade noch rechtzeitig, denn Fried hatte Maria aufgelauert, sie angegriffen und als Geisel genommen. Viktor tötet Fried mit einem gezielten Schuss in den Kopf und befreit Maria.

## Veröffentlichung
In Blöcken von jeweils drei bzw. vier Episoden wurde die Serie auf Deutsch am 5., 12. und 19. November 2020 ab 21:45 Uhr bei Arte erstausgestrahlt. Beginnend jeweils eine Woche vorher waren die Episoden schon in der Arte-Mediathek abrufbar. Arte bewertet die Serie als „nicht geeignet für Kinder, Jugendliche und empfindsame Zuschauer“.

## Kritik
In deutschen Medien erhielt die Serie vergleichsweise wenig Aufmerksamkeit. Ihre Kritiker äußerten sich allerdings lobend. Zum Beispiel wurde sie im Straubinger Tagblatt als „atemberaubendes Puzzlespiel“ beurteilt, ihre Spannung liege vor allem in der Art und Weise, wie der Regisseur die drei Fälle und drei Ermittler in den drei Städten zusammenführe. Der Kritiker vom Trierischen Volksfreund lobte die Serie als überzeugend „durch ihren morbiden Charme“ und, „weil ihre Inhalte nicht beliebig mit anderen Kriminalserien austauschbar“ seien.